# 姜文錫
姜文錫(강문석，1906年—?)，北韓政治家，國內派人，官至朝鮮勞動黨社會部長，後因捲入間諜罪而被開除黨籍和職務。

## 生平
姜文錫出生於濟州島。1928年，他完成學業，並來到東京。期間，他曾加入當地的工會，又與當地信奉社會主義的在日朝鮮人取得連繫。1930年，他成為日本全國工會的化學工會常任委員。同年10月，他在大阪與300名朝鮮裔工人破壞工廠而被逮捕，但未有被起訴。翌年9月，他來到上海，並加入中國共產黨。1932年10月，他被當地的法國租界警察逮捕，隨後被押返朝鮮半島。
1945年，日本投降，二戰結束，姜文錫隨即加入朝鮮共產黨，並成為黨中央委員。翌年，他以黨化表的身份與日本共產黨總書記德田球一會面。同年，南朝鲜劳动党成立，姜文錫被推舉為宣傳部長。不久後，他投奔北韓。1948年，他成為最高人民會議代議員。1950年，他晉升為社會部長。然而，1953年8月，即韓戰結束不久後，國內派首領李承燁被時任最高領導人金日成指控為顛覆政府的間諜，姜文錫儘管一度成為中央常務委員會也被捲入其中，並在兩年後遭到肅清，後再沒有其消息。

## 資料來源
1. 1 2 3 4 5  .   [2014-01-07]. （原始内容存档于2014-01-07）.